# Manuel Baum
Manuel Baum (* 30. August 1979 in Landshut) ist ein ehemaliger deutscher Fußballtorwart und heutiger -trainer. Zuletzt war er als Cheftrainer des FC Schalke 04 tätig.

## Karriere

### Spielerkarriere
Manuel Baum begann seine Fußballerkarriere als Torwart in der Jugend des TSV 1860 München. Im Jahr 1998 wechselte er zum FC Ismaning, bei dem er acht Jahre spielte, sechs Jahre davon in der Bayernliga. Von 2006 bis 2008 spielte er beim unterklassigen FC Unterföhring, bei dem er ein Jahr als Spielertrainer agierte. Er blieb dabei weiterhin als Torwart-Trainer bei 1860 München.

### Trainerkarriere
Da Baum sich ausschließlich auf seine Trainerkarriere konzentrieren wollte, war er von 2011 bis 2012 Co-Trainer unter Heiko Herrlich und ab der Saison 2012 zusammen mit Claus Schromm einer von zwei Cheftrainern beim Drittligisten SpVgg Unterhaching. Von Januar bis März 2014 war er alleiniger Cheftrainer der Spielvereinigung.
Zur Saison 2014/15 wurde Baum Cheftrainer des gesamten Nachwuchsleistungszentrums des FC Augsburg. Sein Hauptaufgabenfeld lag auf der abstiegsgefährdeten U23-Mannschaft. Zusammen mit dem ehemaligen Nationalspieler Christian Wörns gelang ihm am letzten Spieltag der Klassenerhalt in der Regionalliga. Nach der Beurlaubung von Cheftrainer Dirk Schuster im Dezember 2016 übernahm Baum die Profimannschaft des FC Augsburg, zunächst bis auf Weiteres. Ende Dezember erhielt er dann als Cheftrainer einen Vertrag mit Laufzeit bis Sommer 2020. Am Ende der Saison 2016/17 erreichte er mit dem FCA den 13. Tabellenplatz und in der Folgesaison den 12. Platz. Am 9. April 2019 wurde Baum als Cheftrainer freigestellt. Zu diesem Zeitpunkt stand der FC Augsburg nach dem 28. Spieltag der Saison 2018/19 mit vier Punkten Vorsprung auf den Relegationsplatz auf dem 15. Tabellenplatz.
Der DFB verpflichtete Baum zum 1. Juli 2019 als Cheftrainer der deutschen U20-Nationalmannschaft.
Ende September 2020 übernahm Baum die Bundesligamannschaft des FC Schalke 04, die nach dem 2. Spieltag der Saison 2020/21 ohne Punkte und mit 1:11 Toren auf dem letzten Platz stand, als Nachfolger von David Wagner. Er unterschrieb einen bis zum 30. Juni 2022 laufenden Vertrag. Bereits am 18. Dezember 2020 wurde Baum vor dem letzten Bundesligaspiel des Jahres wieder freigestellt. Zuvor hatte er aus zehn Spielen durch vier Unentschieden vier Punkte geholt; die Mannschaft war immer noch Tabellenletzter. Saisonübergreifend war der FC Schalke 04 zu diesem Zeitpunkt seit 28 Bundesligaspielen sieglos. Baum holte im Durchschnitt nur 0,4 Punkte pro Liga-Spiel. Seinen einzigen Pflichtspielsieg mit Schalke feierte er im November in der ersten Runde des DFB-Pokals gegen den Viertligisten Schweinfurt 05.
Im Juni 2023 wurde Baum Sportlicher Leiter des Nachwuchsleistungszentrums von RB Leipzig. Zwei Jahre später kehrte er als Leiter Entwicklung- und Fußballinnovation zum FC Augsburg zurück.

## Sonstiges
Baum absolvierte an der Technischen Universität München ein Studium der Sportwissenschaft mit Schwerpunkt Ökonomie und Management, das er 2005 mit dem Diplom abschloss. Zeitgleich belegte er ein Lehramtsstudium der Fächer Sport und Wirtschaft für die Realschule, das er 2006 mit dem Staatsexamen beendete. Er ist verheiratet und hat zwei Kinder.
Vor seiner Augsburger Zeit war Baum an der Walter-Klingenbeck-Schule in Taufkirchen tätig, die er als Trainer-Lehrer zur deutschen Fußball-Schulmeisterschaft führte und die als Eliteschule des Fußballs DFB-zertifiziert ist. Für sein Engagement in Augsburg ließ er sich 2014 für drei Jahre beurlauben.